# アダム・アシュリー＝クーパー
アダム・アシュリー＝クーパー（Adam Ashley-Cooper 1984年3月27日 - ）は 、オーストラリア出身の元ラグビーユニオン選手。ポジションはフルバック、ウィング、アウトサイドセンター。

## 人物
1984年3月27日、シドニーで生まれる。
身長182cm、体重98kg。
元ワラビーズ、ブランビーズのグレアム・ボンド(Graeme Bond)の甥にあたる。
イングランド貴族シャフツベリ伯爵の第6代、元英国議会議員クロプレイ・アシュリー=クーパー（Cropley Ashley-Cooper, 6th Earl of Shaftesbury 1768–1851）の家系。
末期がんである友人の『ワールドカップでオーストラリア代表のプレーを見たい』という夢を叶えるため、ラグビーワールドカップ2015のウェールズ戦に友人を招待。見事勝利を収めた後、ユニフォーム姿のまま友人がいる部屋まで向かった。

## キャリア
バークレイ・ヴェール・ハイスクール卒業。ニューサウスウェールズ州セントラルコーストのオウリンバ(Ourimbah)でジュニアラグビーをはじめる。2004年、ワラビーズのディベロップメントに選出されて南アフリカ遠征に参加。
2005年、スーパー12(現スーパーラグビー）のブランビーズに入る。この年のシーズンは怪我により3試合のみの出場であったが強烈な印象を与え、21歳以下代表に選出、そして同年開催のトライネイションズの南アフリカ戦で代表デビュー。
2010年、オールブラックス戦で通算6トライ目を記録（※オールブラックス戦で6トライ以上を記録しているのは、デイヴィッド・キャンピージとマシュー・バークのみ）。
ラグビーワールドカップ2015終了後、フランス・トップ14のユニオン・ボルドー・ベグルに移籍した。
2017年6月、トップリーグの神戸製鋼コベルコスティーラーズに加入することが発表された。
2018年、一度は退いた代表チームに召集され、イタリア戦に出場。
2018年12月、神戸製鋼コベルコスティーラーズの優勝に貢献した。
2019年、ワラターズに復帰しW杯メンバー入りを目指す為、コベルコスティーラーズを退団した。
2021年、LAギルティニスに加入。同年8月、現役を引退して、LAギルティニスのアシスタントコーチに就任。

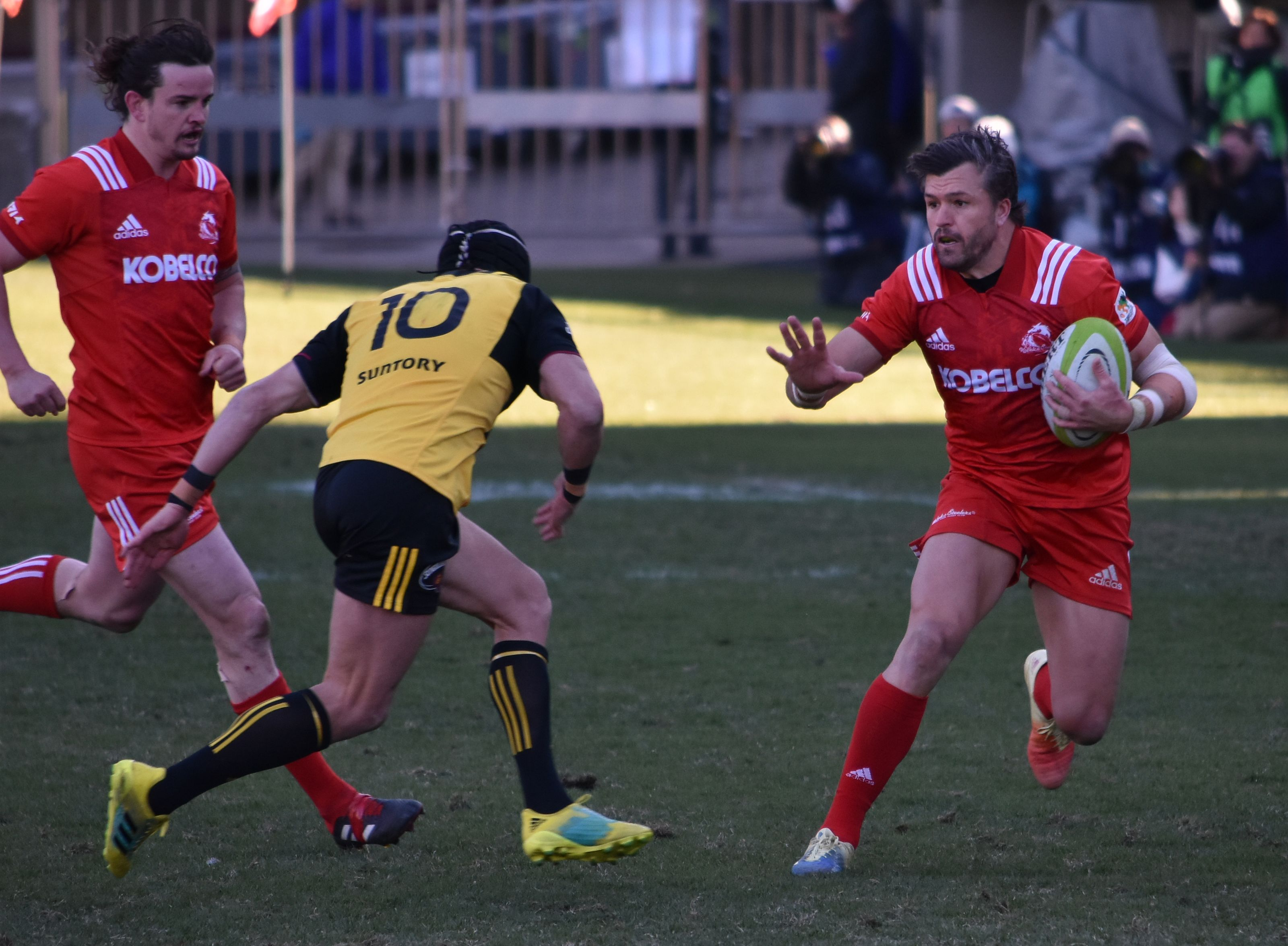
第56回日本ラグビーフットボール選手権大会兼トップリーグ総合順位決定トーナメント決勝（2018年12月15日撮影）
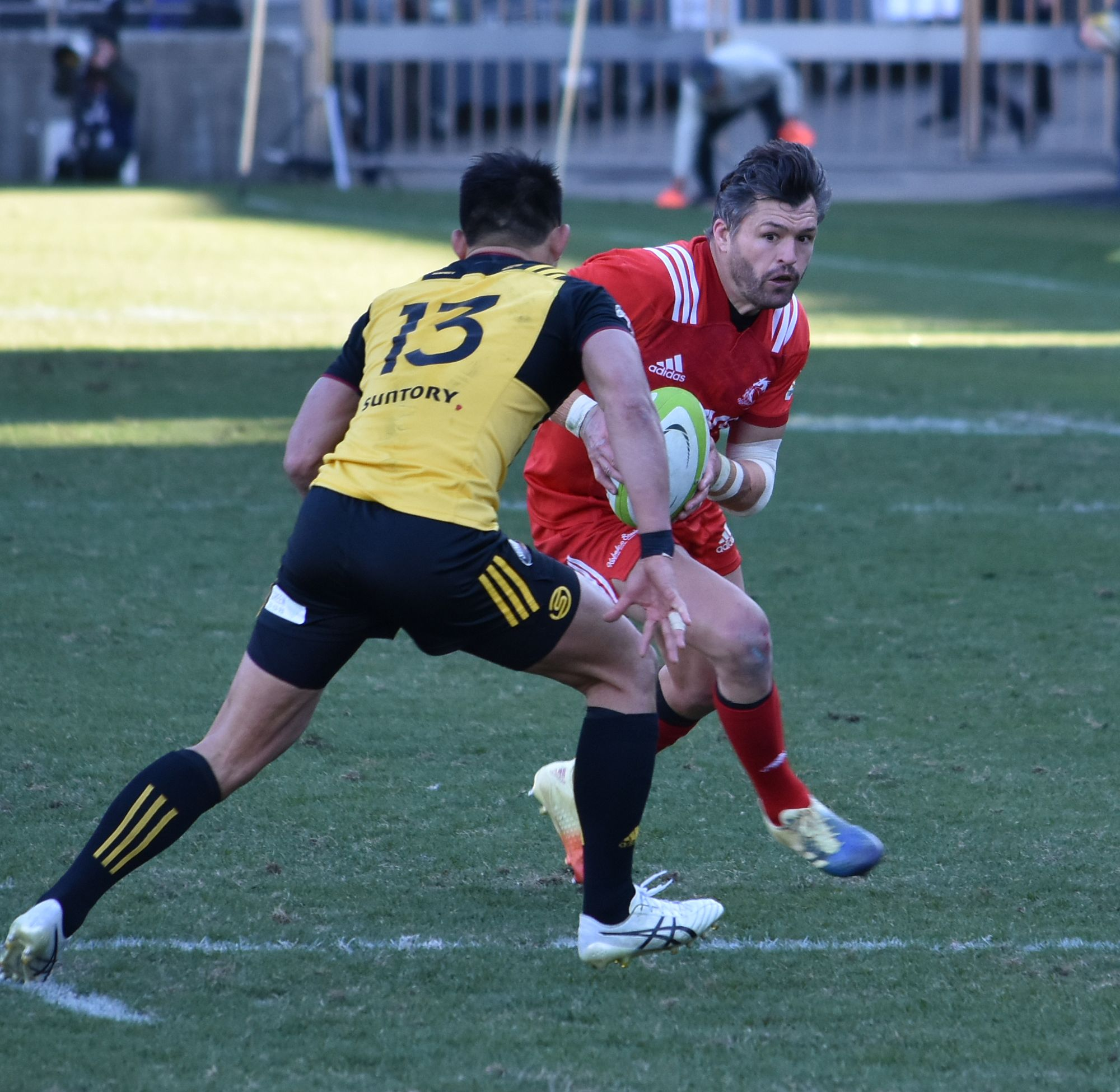
同左（2018年12月15日撮影）
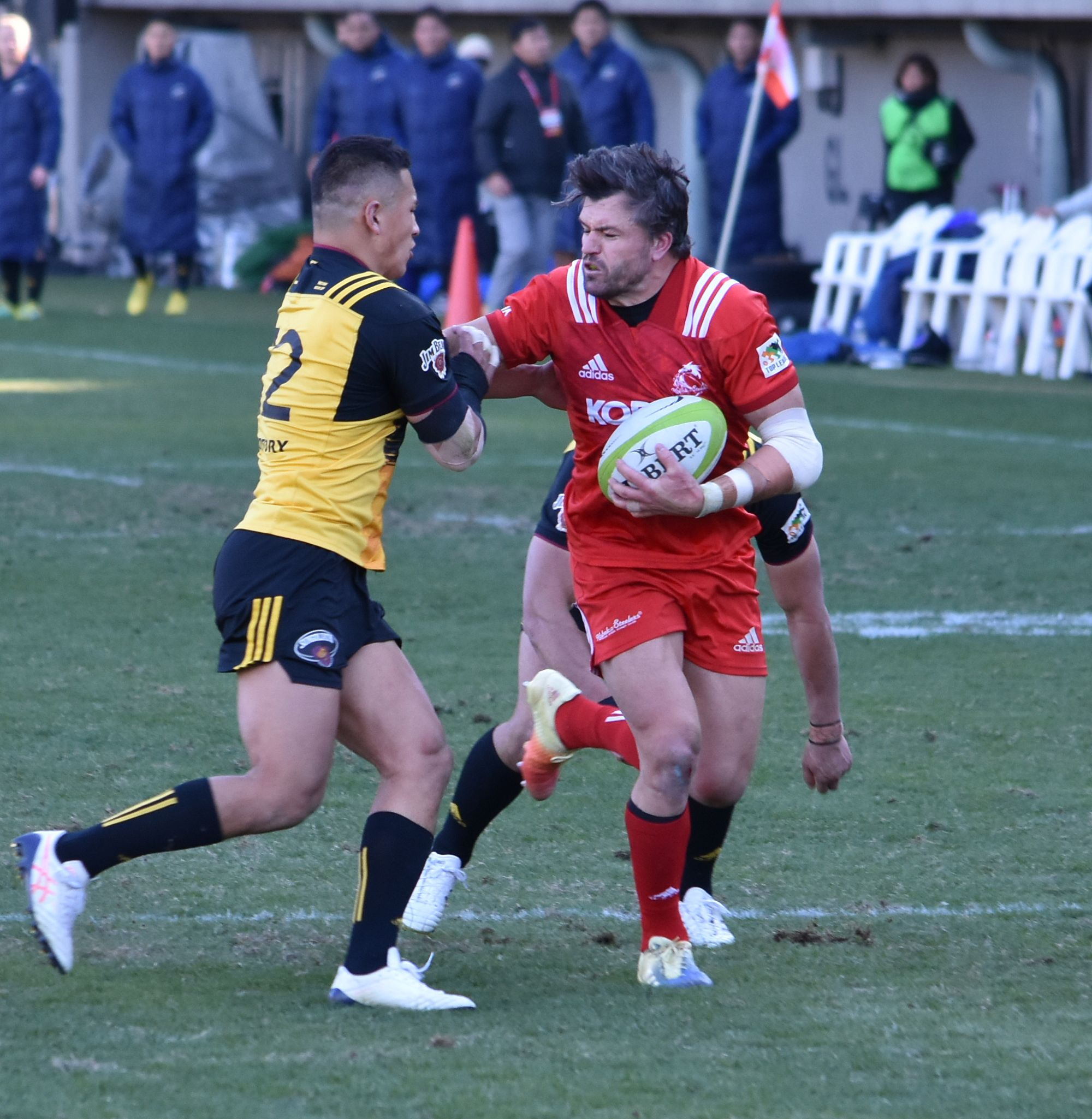
同左（2018年12月15日撮影）
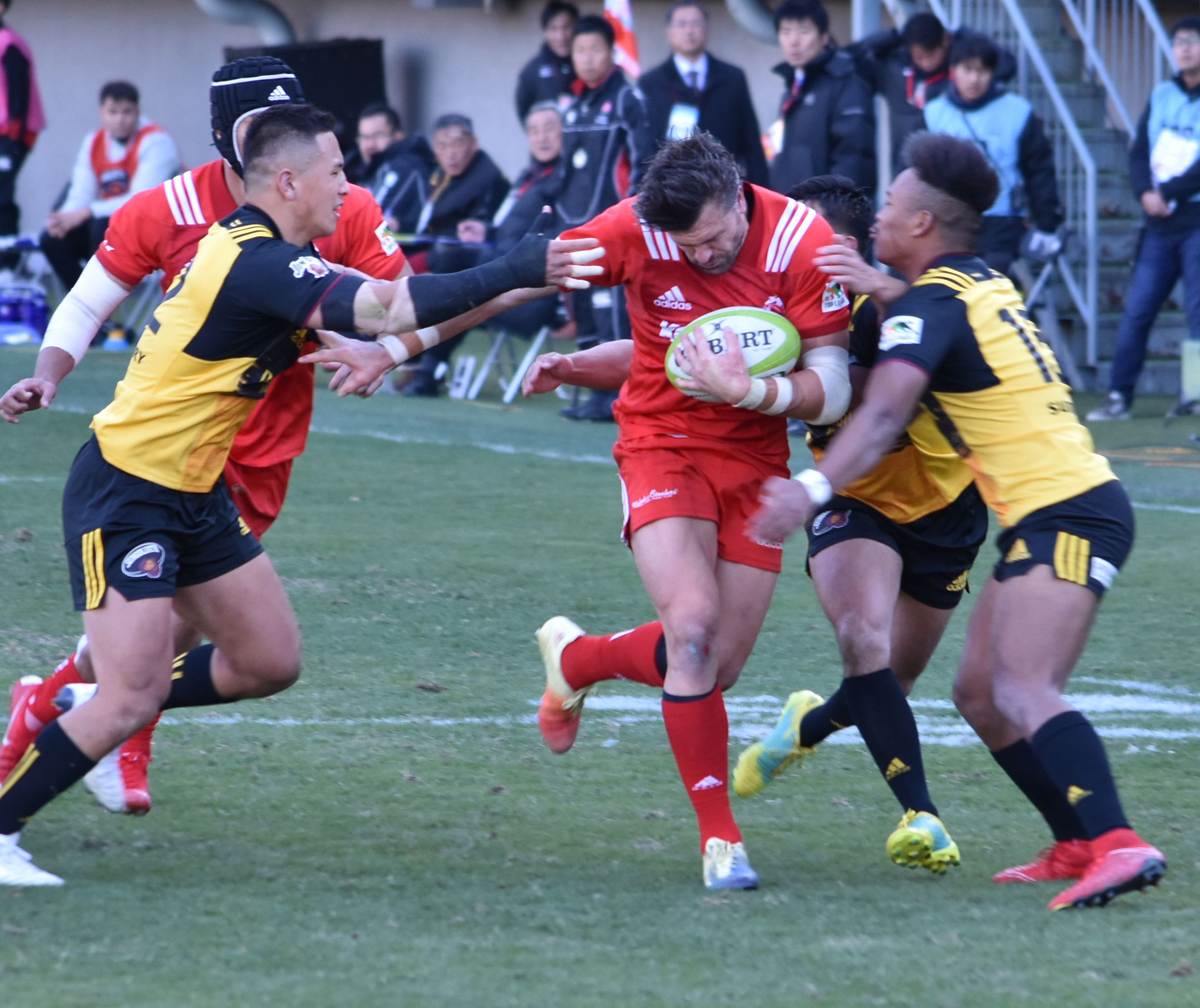
同左（2018年12月15日撮影）
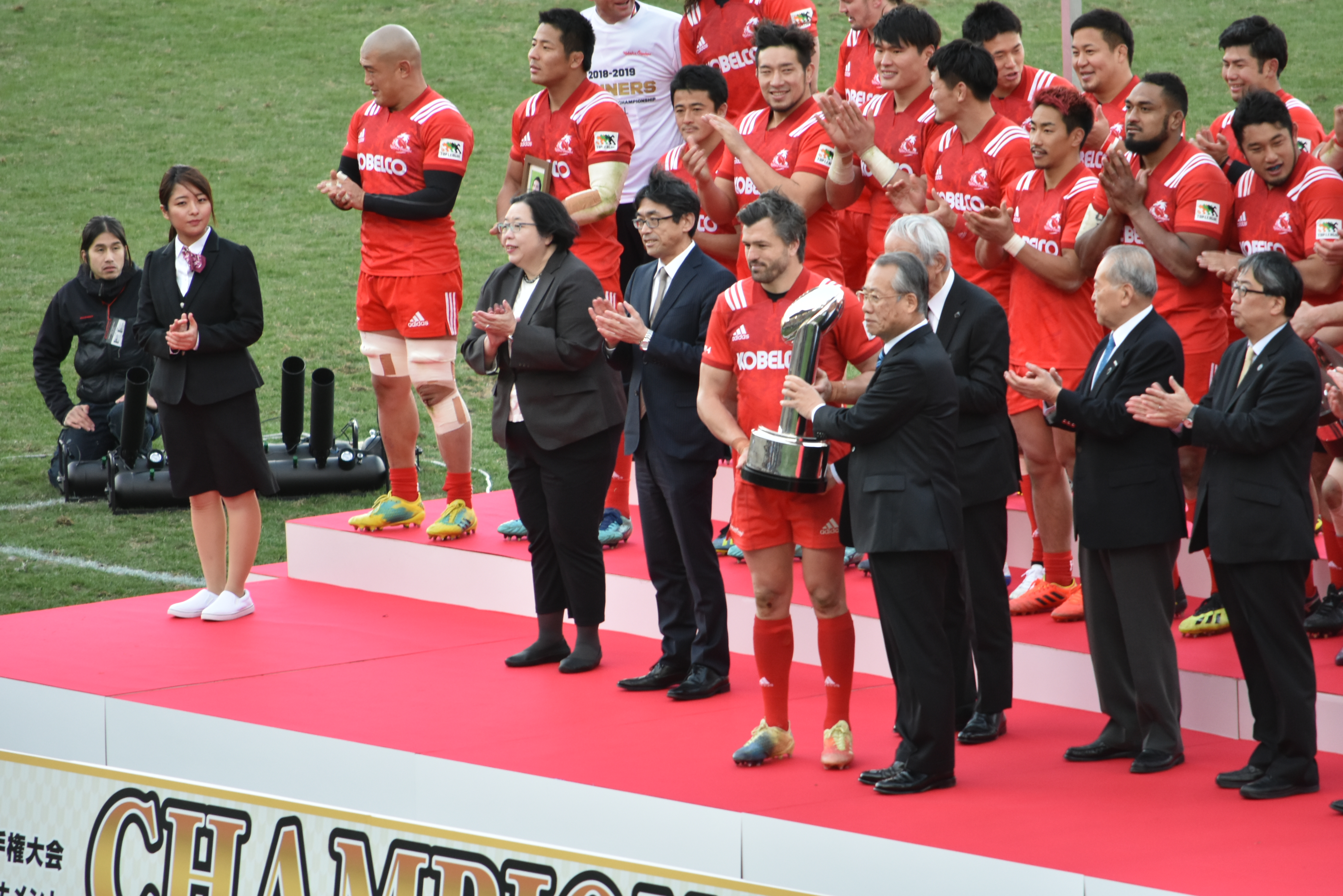
同左（2018年12月15日撮影）

## 受賞歴
- 2018-19トップリーグベスト15